# Nota Emilianense
|  | No s'ha de confondre amb Glosas Emilianenses. |

La Nota Emilianense és un text llatí breu, en prosa, escrit vers 1065-1070, com a nota marginal en un manuscrit provinent del Monestir de San Millán de la Cogolla, el Codex Aemilianensis 39 (foli 245r), d'on pren el nom. La seva importància rau en el fet que resumeix la història de la derrota de Rotllà a Roncesvalles, però en una tradició independent de la Cançó de Rotllà. És el text més antic que situa la batalla a Roncesvalles.
El manuscrit està actualment a la biblioteca de la Real Academia de la Historia. Va ser descobert i publicat per Dámaso Alonso en els anys 50 del segle xx.
La Nota és important perquè transmet en una data molt primerenca una versió hispànica de la llegenda de la batalla de Roncesvalls, on no hi intervé el traïdor Ganeló, que no és històric, però sí el personatge l'Oliver, que tampoc ho és, i on s'atribueix la derrota als sarraïns (dada que tampoc és certa històricament). A més, és cronològicament anterior a les cançons de gesta conservades.
És interessant notar la grafia del nom de Rodlane i Bertlane, amb la -e paragògica de la tradició èpica hispànica, però que no apareix mai en l'èpica francesa. També és interessant la menció de Ghigelmo Alcorbitanas, deformació de l'atribut "nas corb" de Guillem; el fet que s'escrigui "nas" amb a i no amb e mostra que el nom ve d'una tradició no francesa sinó occitana.
Desgraciadament, la nota, després d'anunciar que Carlemany tenia 12 "nebots" (els pars) que el servien, només en dona el nom de sis, segurament perquè el qui l'escrigué estava copiant d'un altre manuscrit i es va saltar una línia.

### Edició
- Alonso, Dámaso, "La primitiva épica francesa a la luz de una 'nota emilianense' ", Revista de filología española, 37, 1953, p. 1-94.

### Estudis
- Martí de Riquer, Los cantares de gesta franceses, Barcelona, Ariel, 2009 [traducció a partir de la versió ampliada francesa], ISBN 9788424936150, p. 103-106, 115-116
- Real, Elena, Épica medieval francesa. Madrid: Síntesis, 2002 ISBN 8477389926 p. 279-280